# Mimosa dryandroides
Mimosa dryandroides är en ärtväxtart som beskrevs av Paul Hermann Wilhelm Taubert. Mimosa dryandroides ingår i släktet mimosor, och familjen ärtväxter. IUCN kategoriserar arten globalt som nära hotad. Inga underarter finns listade i Catalogue of Life.